# Deuteragenia romankovae
Deuteragenia romankovae (лат.) — вид дорожных ос (Pompilidae).

## Распространение
Дальний Восток: Приморский край (Лазовский  заповедник, Уссурийский  заповедник, Кедровая Падь), Япония.

## Описание
Длина тела самок 5,6—11,7 мм, самцов — 5,6—7,5 мм. Основная окраска тела чёрная. Гнезда отмечены в стеблях тростника и древесине. Предположительно, как и другие виды своего рода, охотятся на пауков.